# Perla (heráldica)

Perla heráldica.

Perla invertida heráldica.

En heráldica, se llama perla o palio a la pieza honorable con la forma de una letra "Y" o de un palio arzobispal. Es el resultado de la combinación del chevrón y del palo. Cada uno de sus brazos debe poseer unas dimensiones equivalentes a una quinta parte del ancho del escudo.
Para algunos autores la perla simboliza la "Santísima Trinidad" y para otros representa las tres devociones de la caballería, "Dios, el Rey y la Dama".
Como atributo heráldico, la pila recibe diferentes calificaciones: invertida, ondeada, cargada, mallada o afilada. La última versión es el símbolo del clan escocés Cunningham, y es llamada en inglés un shakefork.